# Торсуев, Владимир Юрьевич
Влади́мир Ю́рьевич Торсу́ев (род. 22 апреля 1966, Москва) — советский и российский актёр.
Получил широкую известность в 1980 году после выхода на экраны детского художественного фильма «Приключения Электроника», в котором он исполнил одну из главных ролей — Электроника, а его брат-близнец Юрий Торсуев — школьника-пионера Сергея Сыроежкина.

## Биография
Родился в семье секретаря ЦК ВЛКСМ Юрия Торсуева (1929—2003) и экономиста Ольги Дмитриевны Торсуевой (род. 1929). Брат-близнец — Юрий Торсуев. Предки — купцы Торсуевы в Нижнем Новгороде, имевшие лавки на главной улице города, Рождественской.
Окончил школу № 23, поступил в Московский полиграфический институт, но был отчислен на первом курсе, после чего поступил в автошколу ДОСААФ, работал на хлебозаводе. Служил в Советской армии в Солнечногорске. После этого поступил на факультет философии Московского государственного университета, но не окончил его. Значительно позднее окончил Московскую юридическую академию.
Работал администратором на киностудии «ТриТэ» под руководством Н. С. Михалкова, позднее снялся ещё в нескольких художественных фильмах. Занимался предпринимательской деятельностью. Работал в Объединённой металлургической компании, был ведущим специалистом в управлении таможенного оформления в «Норильском никеле», советником по вопросам таможенного регулирования в администрации Красноярского края, заместителем руководителя Центра транспортной логистики, генеральным директором компании «Терминал».
Затем переехал в Новосибирск. Занимался предпринимательской деятельностью.
С апреля 2018 года внесён в украинскую базу «Миротворец».

## Музыкальная деятельность
Совместно с певицей Татьяной Михайловой выступал в трио «Гараж Сыроежкина».

## Фильмография
| Год  |   | Название                                            | Роль                                       |
| ---- | - | --------------------------------------------------- | ------------------------------------------ |
| 1979 | ф | «Приключения Электроника»                           | Электроник (вокал Елена Шуенкова)          |
| 1983 | ф | «Незнайка с нашего двора»                           | Волшебник (озвучивает Игорь Апасян)        |
| 1992 | ф | «Русские братья»                                    | Николай                                    |
| 1994 | ф | «Венецианское зеркало»                              | Имя персонажа не указано                   |
| 2010 | ф | «Громозека»                                         | любовник Ларисы                            |
| 2011 | с | «Кухня»                                             | повар (неопубликованная пилотная серия)    |
| 2012 | ф | «После школы»                                       | представитель клуба ЦСКА                   |
| 2012 | ф | «Без срока давности» (22-я серия «Трудный ребёнок») | Канторович                                 |
| 2014 | с | «Кодекс чести»                                      | Иван Колесников (Кодекс чести 7, 27 серия) |
| 2014 | ф | «Весь этот джем»                                    | Фёдор Иванович                             |
| 2015 | ф | «Точки опоры» (6-я серия)                           | Пётр Баков, олимпийский чемпион по бегу    |
| 2016 | ф | «Егор Шилов»                                        | чеченский киллер                           |
| 2016 | ф | «Женский детектив»                                  | Имя персонажа не указано                   |
| 2019 | ф | «Рая знает всё» (43 серия «Подмена»)                | Вадим                                      |
| 2022 | ф | «Брат 3»                                            | брат генерала                              |
| 2022 | ф | «Всё нормально»                                     | охранник                                   |

## На телевидении
Появился (вместе с братом, в роли «жениха») в телепередаче Давай поженимся от 6 января 2016 года.